# ロシア構成主義
ロシア構成主義（ロシアこうせいしゅぎ、ロシア語: Конструктивизм、英語: Constructivism）とは、キュビスムやシュプレマティスムの影響を受け、1910年代半ばにはじまった、ロシア・ソ連における芸術運動。絵画、彫刻、建築、写真等。

## 特徴
1917年のロシア革命のもと、新しい社会主義国家の建設への動きと連動して大きく展開した。1922年のアレクセイ・ガン（Aleksei Gan）の『構成主義』が理論的基盤をもたらした。その特徴は、抽象性（非対象性・幾何学的形態）、革新性、象徴性等である。平面作品にとどまらず、立体的な作品が多いことも、特徴の1つである。構成主義という言葉は、ナウム・ガボ（Naum Gabo, Наум Габо, 1890年-1977年）とアントワーヌ・ペヴスナー（Antoine Pevsner, Антуан ПевзнерまたはНатан Певзнер, 1886年-1962年）が、最初に使ったとされる。

## 作家群
ロシア構成主義に属するとされる主要な作家は、上記2名の他に以下のとおり。
- ウラジーミル・タトリン（Vladimir Tatlin, Владимир Татлин, 1885年-1953年）
- アレクサンドル・ロトチェンコ（Aleksandr Rodchenko, Александр Родченко, 1891年-1956年）
- エル・リシツキー（El Lissitzky, Эль Лисицкий, 1890年-1941年）
- リューボフ・ポポーワ（Liubov S. Popova, Любовь Попова, 1889年-1924年）
- アレクサンドラ・エクステル（Alexandra Exter, Александра Экстер, 1882年-1949年）
- イワン・プーニー（Ivan Puni, Иван Пуни, 1892年-1956年）
- グスタフ・クルーツィス（Gustav Klutsis, Густав Густавович Клуцис）
- コンスタンチン・メーリニコフ（Konstantin Stepanovitch Melnikov, Константин Степанович Мельников）, 1890年-1974年）

1920年代後半には、スターリンの下でソ連政府が保守化し、社会主義リアリズムが重視されて、ロシア構成主義は衰退した。これに伴って、一部の作家がソ連から西欧やアメリカ合衆国へ逃れたこともあり、遅くとも1930年代には、ロシア構成主義は、国際的に広まった。この段階においては、「国際的構成主義」と呼ばれることもある。また、1930年代の抽象絵画に与えた影響も大きい。

## 団体・組織・機関
ロシア構成主義に関係して、いくつかの団体・組織や教育機関が設立されている。主たるものは、次のとおりである。
- ヴフテマス（Vkhutemas (VKhUTEMAS)、VhutemasまたはVchutemas, 国立高等美術工芸工房または国立高等芸術技術工房：BXУTEMAC, Bxyтeмac, "Выcшие Государственные Художественнo-Texническиe Macтepcкиe"）
1920年に、スヴォマス（Svomas, 国立自由美術工房、国立自由芸術工房または国立自由芸術スタジオ：CBOMAC, Cвoмac, "Свободные Государственные Художественные Мастерские"）が改組されてモスクワに設立される。のち、1927年にヴフテイン（Vkhutein (VKhUTEIN) またはVhutein, 国立高等美術工芸研究所または国立高等芸術技術学校：BXУTEИH, Bxyтeин, Выcший, "Гocyдapcтвенный Художественнo-Texнический Институт"）に改称するも1930年に閉鎖。基礎過程や建築を重視する、バウハウス的な総合的美術教育をソ連に導入した。

教官の中には、ロドチェンコやタトリンをはじめとして、リシツキー、ガボ、マレーヴィチ、ポポーヴァ、ヴェスニン兄弟、イワン・レオニドフ、クリュンなども含まれており、初期にはバウハウスに向う前のカンディンスキーも加わっていた。
- インフク（InkhukまたはInhuk, 芸術文化研究所：ИНXУK, Инхук ,"Институт Художественной Культуры"）
- ウノヴィス（Unovis, 「新しい芸術の主張者」：УHOBИC, Уновис, "Утвердители нового искусства"）
- オブモフ（ObmokhuまたはObmohu, 「若い芸術家による会」：OБМОХУ, Oбмoxy, "Oбщество Moлoдыx Xyдoжников"）

※「：」より後のロシア語表記は、「大文字のみによる略語, 小文字入り略語, "略されていない正式名称"」の順に記載

## 関連書籍
- 五十殿利治・土肥美夫編『ロシア・アヴァンギャルド4 コンストルクツィア　構成主義の展開』国書刊行会 1991
- 河村彩『ロシア構成主義　生活と造形の組織学』共和国 2019
- 『革命の印刷術―ロシア構成主義、生産主義のグラフィック論』[1]河村彩編訳、水声社 2021